# The She-Devil
The She-Devil er en amerikansk stumfilm fra 1918 af J. Gordon Edwards.

## Medvirkende
- Theda Bara - Lolette
- Albert Roscoe - Maurice Taylor
- Frederick Bond - Apollo
- George A. McDaniel